# Rascal Flatts
Rascal Flatts er et amerikansk country-band grundlagt i Columbus, Ohio. Siden oprettelsen i 1999 har Rascal Flatts været sammensat af tre medlemmer: Gary LeVox (vokal), Jay DeMarcus (bas, keyboard, vokal), og Joe Don Rooney (leadguitar, vokal). De udsendte deres første album i 2000.

## Diskografi
- Rascal Flatts (2000)
- Melt (2002)
- Feels Like Today (2004)
- Me and My Gang (2006)
- Still Feels Good (2007)
- Greatest Hits Volume 1 (2008)
- Unstoppable (2009)